# 戸河内駅
戸河内駅（とごうちえき）は、広島県山県郡戸河内町上本郷に存在した西日本旅客鉄道（JR西日本）可部線の駅（廃駅）である。
可部線非電化区間（可部 - 三段峡間）廃線に伴い、2003年（平成15年）12月1日に廃止された。

## 歴史

### 年表
- 1969年（昭和44年）7月27日：国鉄可部線加計 - 三段峡間開通時に開業（一般駅）[1]。業務委託駅[2]。
- 1978年（昭和53年）10月1日：車扱貨物取扱廃止（旅客駅となる）[1]。
- 1985年（昭和60年）2月1日：無人駅化[3]（加計駅管理による乗車券類発売は継続）。
- 1987年（昭和62年）4月1日：国鉄分割民営化によりJR西日本が継承[1]。
- 2003年（平成15年）12月1日：廃止。

### 駅名の由来
駅がある自治体名（広島県山県郡戸河内町）に由来。

## 駅構造

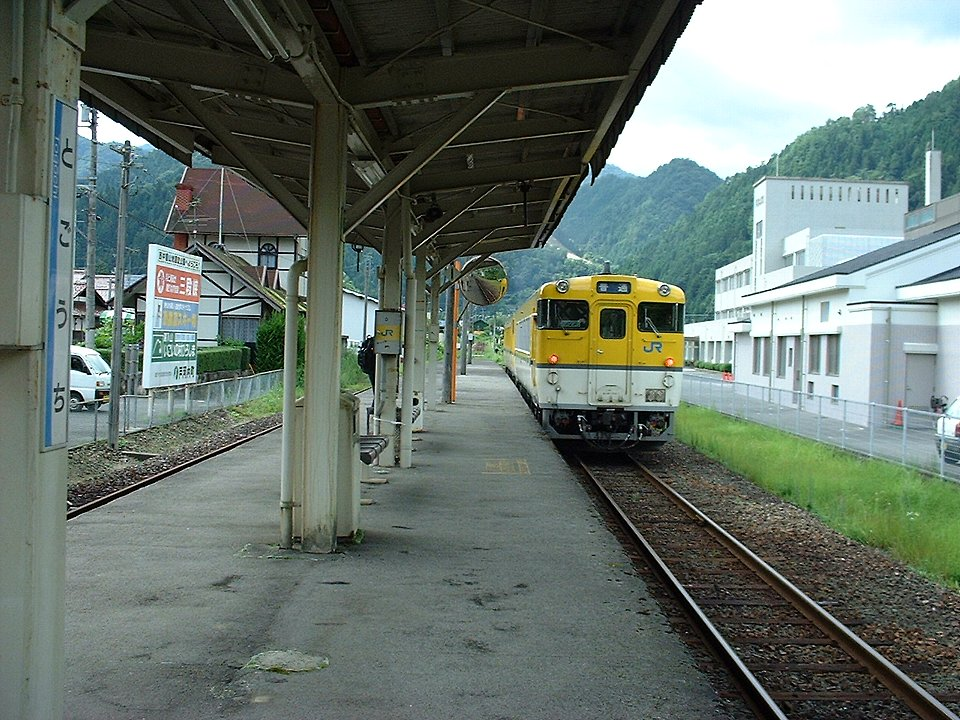
ホーム（2003年8月）

島式ホーム1面2線を有する地上駅。当初は交換設備を使用していたが、晩年は加計 - 三段峡間スタフ閉塞化により実質棒線化され（島式ホーム南側はレールは残されていたがポイントが固定され、構内の信号機は全て使用停止・消灯）、島式ホームの北側のみ使用されていた。駅舎があり、簡易委託駅であった。駅舎とホームは下り線路と平面交差する通路で結ばれ、東側からホームに上がっていた。

## 駅周辺
旧戸河内町の中心部に当たり、戸河内町役場（現・安芸太田町役場）と戸河内町立国民健康保険病院（現・安芸太田町戸河内病院）があった。太田川が駅の裏側（北側）を流れ、駅のすぐ南側を国道191号が通っている。

## 現状

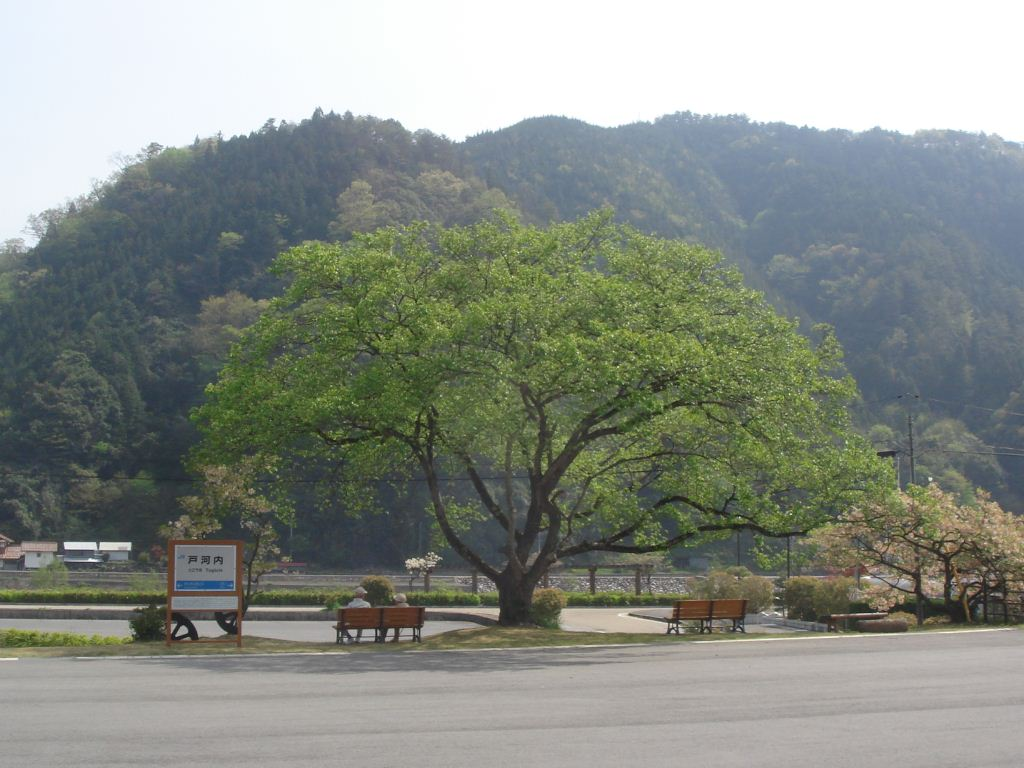
駅跡（2010年5月）

駅は町役場に近い好立地だったことから、土地利用のため廃線区間で最も早い2004年（平成16年）12月に解体作業が開始された。駅舎やホームなどは順次解体され、跡地はバス待合所（「戸河内役場（現：安芸太田町役場）」停留所）や駐車場となっている。

## その他
- 可部線のうち加計 - 三段峡間の建設当時の路線名称は本郷線と称していたが、「本郷」は、この戸河内駅のある辺りの地名である。

## 隣の駅
西日本旅客鉄道（JR西日本）
可部線
土居駅 - 戸河内駅 - 三段峡駅